# Баксэй-Тямкронг
Баксэй-Тямкронг (кхмер. ប្រាសាទបក្សីចាំក្រុង) — небольшой индуистский храм, расположенный в комплексе Ангкор в Камбодже. Посвящён богу Шиве, в храме хранится золотое изображение этого божества. Расположен с левой стороны при входе в южные ворота храмового комплекса Ангкор-Тхом. Этот храм император Харшаварман I посвятил своему отцу Яшоварману I:114:70,75. Строительство храма было завершено королём Раджендраварманом II (944—968).

## Этимология
Название «Баксэй-Тямкронг» означает «птица, укрывшая под своим крылом» и связано с легендой, согласно которой король Ангкора пытался бежать из храма во время осады, но в разгар сражения огромная птица опустилась в храм приютила короля под своим крылом.

## Описание
Храм является один из первых храмов Камбоджи, построенных из прочных материалов, таких как кирпич и латерит, с декорированием из песчаника. Большая часть облицовки поверхности храма не сохранилась. Из числа сохранившихся изображений имеется изображения бога Индры, стоящего на трёхголовом слоне Айравата. Сохранились также надписи на всех дверных проёмах.
Храм имеет форму пирамиды с длиной основания 27 метров и общей высотой 13 метров.